# Miguel Ferrera
Miguel Adrian Ferrera Rodriguez (* 25. května 1981, Tegucigalpa) je honduraský taekwondista. Na letních olympijských hrách v Pekingu v roce 2008 startoval v závodu mužů do 80 kg. Kvalifikoval se díky svému umístění na Panamerickém kvalifikačním turnaji v kolumbijském Cali, kde obsadil druhé místo. Na těchto hrách byl také vlajkonošem honduraské reprezentace během zahajovacího ceremoniálu. Závod se konal 22. srpna 2008 a Miguel Ferrera nastoupil proti čínskému reprezentantovi Ču Kuovi. V zápase prohrál a celkově skončil na sdíleném 11. místě.
V roce 2015 se Ferrera stal prvním honduraským sportovcem, který byl uveden do Světové síně slávy Mezinárodní federace taekwonda. Ta mu také udělila divokou kartu, aby mohl startovat na olympijských hrách v roce 2016 v Riu de Janeiro. V roce 2016 startoval Ferrera v Riu de Janeiro v závodu mužů do 80 kg. V prvním kole byl poražen íránským reprezentantem Mehdim Khodabakhshim. Během závěrečného ceremoniálu byl Ferrera vlajkonošem honduraské reprezentace.